# Malaeloa/Ituau
Malaeloa/Ituau är en ort i Amerikanska Samoa (USA).   Den ligger i distriktet Västra distriktet, i den västra delen av landet, 10 km sydväst om huvudstaden Pago Pago. Malaeloa/Ituau ligger 46 meter över havet och antalet invånare är 717. Den ligger på ön Tutuila Island.
Terrängen runt Malaeloa/Ituau är platt åt sydost, men åt nordväst är den kuperad. Havet är nära Malaeloa/Ituau söderut. Närmaste större samhälle är Leone, 1,9 km väster om Malaeloa/Ituau. 
I omgivningarna runt Malaeloa/Ituau växer i huvudsak städsegrön lövskog.